# Cro-Magnonmennesket
Cro-Magnonmennesker kaldes de første fossile fund af mennesker af arten Homo sapiens sapiens i Europa, som er dateret til for ca. 35.000 år siden. Cromagnonmennesket er ikke et zoologisk taxon, men en samlende betegnelse for de tidlige Homo sapiens, og begrebet falder derfor uden for en Liste over menneskearter. Navnet er dannet efter et dialektalt udtryk i Les Eyzies (Frankrig), hvor Cro Magnon betyder ”den store grotte”. De første fund blev gjort netop på det sted, da palæontologen Louis Lartet afdækkede et skelet i marts 1868. Homo sapiens opstod i Afrika for omkring 100.000 år siden, og der er gjort fund af Cro-Magnonmennesker i Mellemøsten fra omtrent samme periode, det vil sige den ældre palæolitiske tid i pleistocæn. Man mener derfor, at udvandringen kan være foregået både via Sinai og Gibraltar.

## Udseende og levevis
Cro-Magnomenneskene var i betydeligt omfang meget lig os selv. De var meget spinklere og højere end neandertalmennesket, og havde tilmed en noget større hjerne end nutidens mennesker. De levede mest af jagt, men ser også ud til at have udviklet en indsamling af spiselige planter. Værktøj og våben blev fremstillet i ben og flint, som følger den såkaldte Aurignacienkultur. Man mener, at de kan have haft en form for hytter og en forestilling om åndelige værdier. De berømte hulemalerier i bl.a. Lascaux anses for at stamme fra tidlige Cro-Magnonbosættelser, og er blevet tolket som shamanistiske metoder til indfangning af vildtets ånder. Skeletfund sammen med smykker, jagtvåben og værktøj tyder på rituelle begravelser, og studier af skader og slid på kranier og tænder både fra Mellemøsten og det sydvestlige Europa viser, at de havde et stærkt sammenhold og tog vare på syge og gamle individer i gruppen.

## Kontakter mellem Cro-magnon og Neandertalere
Der har været spekuleret meget på, om disse tidlige Homo sapiens kan have eksisteret parallelt med neandertalerne. Det er oplagt, at de har levet samtidigt, men det er uvist, om de to arter har haft nogen kontakt. Ej heller ved man, om de i så fald mødtes i fredelig kommunikation eller i konflikt. Fossile fund viser dog, at neandertalerne først forsvandt ca. 10.000-15.000 år efter, at de første Homo sapiens kom til Europa, men det står tilbage for forskningen at afklare, om det skete ved, at de mistede deres livsgrundlag eller ved direkte konfrontation. Ny DNA-forskning viser, at nutidens menneske bærer omkring 1-4% DNA fra neandertalere, med undtagelse af befolkninger fra Sub-Sahara. For nogle år siden gjorde man et fund i Spanien, som muligvis kan tolkes sådan, at det viser træk af begge arter, men der er ikke enighed blandt forskerne om det endnu.